# Port lotniczy Zábřeh
Port lotniczy Zábřeh (cz.: Letiště Zábřeh, kod IATA: ZBE, kod ICAO: LKZA) – port lotniczy w mieście Dolní Benešov (w dzielnicy Zábřeh), w Czechach. Został otwarty w 1960 roku. Posiada dwie drogi startowe, jedną asfaltową (wyłączoną z użytkowania) i jedną trawiastą. Użytkowany jest przez Slezský aeroklub Zábřeh.
Pod koniec lat 50. XX wieku, gdy budowany był Port lotniczy Ostrava-Mošnov, szukano miejsca pod rezerwowe lotnisko dla wojska. Początkowo planowano rozbudowę lotniska Dolní Benešov, ale ostatecznie zdecydowano się na budowę od podstaw nowego portu lotniczego niedaleko lotniska Dolní Benešov (w Zábřehu, dzielnicy Dolnego Benešova). Nowe lotnisko otwarto w 1960 roku. Już dwa lata wcześniej wyłączono z użytkowania lotnisko Dolní Benešov, a po otwarciu lotniska w Zábřehu zlikwidowano także lotnisko Hrabůvka w Ostrawie. Nowy obiekt posiadał dwie drogi startowe, jedną betonową, pokrytą asfaltem, o długości 1950 m i drugą trawiastą, o długości 900 m. Asfaltowa droga startowa obecnie jest wyłączona z użytkowania.